# Associazione Sportiva Noicattaro Calcio 2007-2008
Questa voce raccoglie le informazioni riguardanti   l'Associazione Sportiva Noicattaro Calcio nelle competizioni ufficiali della stagione 2007-2008.

## Rosa
| N. |                   | Ruolo | Calciatore            |
| -- | ----------------- | ----- | --------------------- |
|    | Italia (bandiera) | C     | Alessandro Armenise   |
|    | Italia (bandiera) | A     | Giammarco Baldassarre |
|    | Italia (bandiera) | A     | Francesco Caputo      |
|    | Italia (bandiera) | P     | Daniele Cilli         |
|    | Italia (bandiera) | C     | Danilo Coppola        |
|    | Italia (bandiera) | D     | Marilio De Giorgi     |
|    | Italia (bandiera) | C     | Marco De Lorentis     |
|    | Italia (bandiera) | C     | Nicola De Santis      |
|    | Italia (bandiera) | D     | Giuseppe Di Meo       |
|    | Italia (bandiera) | D     | Bernardino Di Muro    |
|    | Italia (bandiera) | A     | Claudio Doria         |
|    | Italia (bandiera) | A     | Vincenzo Garofalo     |
|    | Italia (bandiera) | C     | Benedetto Iraci       |
|    | Italia (bandiera) | D     | Massimiliano Landi    |

| N. |                      | Ruolo | Calciatore          |
| -- | -------------------- | ----- | ------------------- |
|    | Italia (bandiera)    | C     | Riccardo Linardi    |
|    | Italia (bandiera)    | A     | Giovanni Malagnino  |
|    | Italia (bandiera)    | C     | Michele Menolascina |
|    | Italia (bandiera)    | A     | Fabio Moscelli      |
|    | Italia (bandiera)    | C     | Marco Piccinni      |
|    | Italia (bandiera)    | C     | Nicola Roselli      |
|    | Italia (bandiera)    | D     | Alessandro Sabini   |
|    | Italia (bandiera)    | C     | Giuseppe Sangirardi |
|    | Italia (bandiera)    | P     | Luigi Sassanelli    |
|    | Italia (bandiera)    | C     | Carlo Sassarini     |
|    | Italia (bandiera)    | D     | Massimo Savio       |
|    | Argentina (bandiera) | A     | Jean Pablo Suarez   |
|    | Italia (bandiera)    | C     | Pietro Zotti        |